# 1. A slovenska košarkarska liga 2017-2018
La 1. A slovenska košarkarska liga 2017-2018 è stata la 27ª edizione del massimo campionato sloveno di pallacanestro maschile. La vittoria finale è stata ad appannaggio dell'Olimpija Lubiana.

## Regular season
|     | Squadra         | G  | V  | P  | PF   | PS   | Diff. | Pt. | Qualificazione      |
| --- | --------------- | -- | -- | -- | ---- | ---- | ----- | --- | ------------------- |
| 1.  | Sixt Primorska  | 18 | 13 | 5  | 1411 | 1332 | +79   | 31  | poule scudetto      |
| 2.  | Rogaška         | 18 | 11 | 7  | 1322 | 1345 | -23   | 29  | poule scudetto      |
| 3.  | Petrol Olimpija | 18 | 10 | 8  | 1459 | 1373 | +86   | 28  | poule scudetto      |
| 4.  | Šenčur          | 18 | 10 | 8  | 1370 | 1376 | -6    | 28  | poule scudetto      |
| 5.  | Helios Suns     | 18 | 10 | 8  | 1405 | 1358 | +47   | 28  | poule scudetto      |
| 6.  | Ilirija         | 18 | 9  | 9  | 1395 | 1432 | -37   | 27  | poule scudetto      |
| 7.  | Krka            | 18 | 9  | 9  | 1457 | 1452 | +5    | 27  | poule scudetto      |
| 8.  | Šentjur         | 18 | 7  | 11 | 1360 | 1479 | -119  | 25  | poule scudetto      |
| 9.  | Hopsi Polzela   | 18 | 6  | 12 | 1402 | 1384 | +18   | 24  | poule retrocessione |
| 10. | Zlatorog Laško  | 18 | 5  | 13 | 1337 | 1387 | -50   | 23  | poule retrocessione |

## Seconda fase

### Poule scudetto
|    | Squadra         | G  | V  | P  | PF   | PS   | Diff. | Pt. | Qualificazione |
| -- | --------------- | -- | -- | -- | ---- | ---- | ----- | --- | -------------- |
| 1. | Petrol Olimpija | 14 | 12 | 2  | 1153 | 992  | +161  | 26  | playoff        |
| 2. | Sixt Primorska  | 14 | 10 | 4  | 1083 | 1037 | +46   | 24  | playoff        |
| 3. | Krka            | 14 | 9  | 5  | 1177 | 1062 | +115  | 23  | playoff        |
| 4. | Rogaška         | 14 | 7  | 7  | 1036 | 1012 | +24   | 21  | playoff        |
| 5. | Helios Suns     | 14 | 7  | 7  | 1100 | 1090 | +10   | 21  |                |
| 6. | Šenčur          | 14 | 5  | 9  | 1048 | 1166 | -118  | 19  |                |
| 7. | Ilirija         | 14 | 4  | 10 | 1056 | 1138 | -82   | 18  |                |
| 8. | Šentjur         | 14 | 2  | 12 | 956  | 1112 | -156  | 16  |                |

### Poule retrocessione
|    | Squadra        | G  | V | P | PF  | PS  | Diff. | Pt. | Qualificazione         |
| -- | -------------- | -- | - | - | --- | --- | ----- | --- | ---------------------- |
| 1. | Hopsi Polzela  | 10 | 8 | 2 | 909 | 771 | +138  | 18  |                        |
| 2. | Zlatorog Laško | 10 | 8 | 2 | 823 | 695 | +128  | 18  |                        |
| 3. | Podčetrtek     | 10 | 6 | 4 | 784 | 790 | -6    | 16  | retrocesse in 2. B SKL |
| 4. | Sežana         | 10 | 4 | 6 | 794 | 808 | -14   | 14  | retrocesse in 2. B SKL |
| 5. | LHT Castings   | 10 | 3 | 7 | 796 | 879 | -83   | 13  | retrocesse in 2. B SKL |
| 6. | Celje          | 10 | 1 | 9 | 708 | 871 | -163  | 11  | retrocesse in 2. B SKL |

## Playoffs
|  | Semifinali | Semifinali       | Semifinali |                 |    | Finale           | Finale | Finale |  |
|  |            |                  |            |                 |    |                  |        |        |  |
|  | 1.         | Olimpija Lubiana | 2          |                 |    |                  |        |        |  |
|  | 1.         | Olimpija Lubiana | 2          |                 |    |                  |        |        |  |
|  | 4.         | Rogaška          | 0          |                 |    |                  |        |        |  |
|  | 4.         | Rogaška          | 0          |                 | 1. | Olimpija Lubiana | 3      |        |  |
|  |            |                  |            |                 | 1. | Olimpija Lubiana | 3      |        |  |
|  |            |                  | 3.         | Krka Novo mesto | 2  |                  |        |        |  |
|  | 2.         | Primorska        | 3.         | Krka Novo mesto | 2  | 1                |        |        |  |
|  | 2.         | Primorska        |            |                 |    |                  |        |        |  |
|  | 3.         | Krka Novo mesto  | 2          |                 |    |                  |        |        |  |

| 1. A slovenska košarkarska liga 2017-2018 |
| ----------------------------------------- |
| Olimpija Lubiana 17º titolo               |

## Squadra vincitrice
|    | Naz.                                                  | Ruolo | Sportivo        | Anno | Alt. | Peso | Note |
| -- | ----------------------------------------------------- | ----- | --------------- | ---- | ---- | ---- | ---- |
| 1  | Kosovo (bandiera) · Slovenia (bandiera)               | G     | Erjon Kastrati  | 1994 | 198  | 86   |      |
| 2  | Slovenia (bandiera)                                   | PG    | Jan Barbarič    | 1995 | 188  | 85   |      |
| 3  | Slovenia (bandiera)                                   | C     | Bojan Radulović | 1992 | 211  | 114  |      |
| 4  | Slovenia (bandiera)                                   | AG    | Igor Tratnik    | 1989 | 207  | 98   |      |
| 5  | Stati Uniti (bandiera)                                | AG    | Devin Oliver    | 1992 | 203  | 102  |      |
| 6  | Slovenia (bandiera)                                   | P     | Jan Špan        | 1992 | 189  | 86   |      |
| 7  | Croazia (bandiera) · Slovenia (bandiera)              | AG    | Dražen Bubnić   | 1986 | 207  | 102  |      |
| 8  | Croazia (bandiera)                                    | G     | Roko Badžim     | 1997 | 197  | 90   |      |
| 9  | Stati Uniti (bandiera)                                | C     | Jordan Morgan   | 1991 | 204  | 113  |      |
| 10 | Slovenia (bandiera)                                   | AP    | Domen Lorbek    | 1985 | 196  | 102  |      |
| 11 | Slovenia (bandiera)                                   | AC    | Nemanja Šćekić  | 2000 | 204  |      |      |
| 14 | Slovenia (bandiera)                                   | G     | Maks Klanjšček  | 1999 | 192  |      |      |
| 15 | Slovenia (bandiera)                                   | GA    | Gregor Hrovat   | 1994 | 196  | 87   |      |
| 16 | Slovenia (bandiera)                                   | A     | Alen Malovčič   | 2002 | 198  |      |      |
| 17 | Slovenia (bandiera)                                   | AP    | Jan Blatnik     | 2000 | 188  |      |      |
| 20 | Australia (bandiera)                                  | G     | Mitch McCarron  | 1992 | 189  | 98   |      |
| 25 | Bosnia ed Erzegovina (bandiera) · Slovenia (bandiera) | C     | Mirza Begić     | 1985 | 216  | 120  |      |
| 30 | Ucraina (bandiera)                                    | PG    | Issuf Sanon     | 1999 | 193  | 86   |      |
|    | Slovenia (bandiera)                                   | ALL   | Zoran Martič    |      |      |      |      |